# Agama mwanzae
Espèce
Synonymes
- Agama lionotus var. mwanzae 
Loveridge, 1923

Statut de conservation UICN

 LC  : Préoccupation mineure
Agama mwanzae est une espèce de sauriens de la famille des Agamidae. Cet agama est parfois surnommé lézard Spider-Man, en raison des couleurs qu'arborent les mâles.

## Répartition
Cette espèce se rencontre en Tanzanie, au Rwanda et au Kenya.

## Description

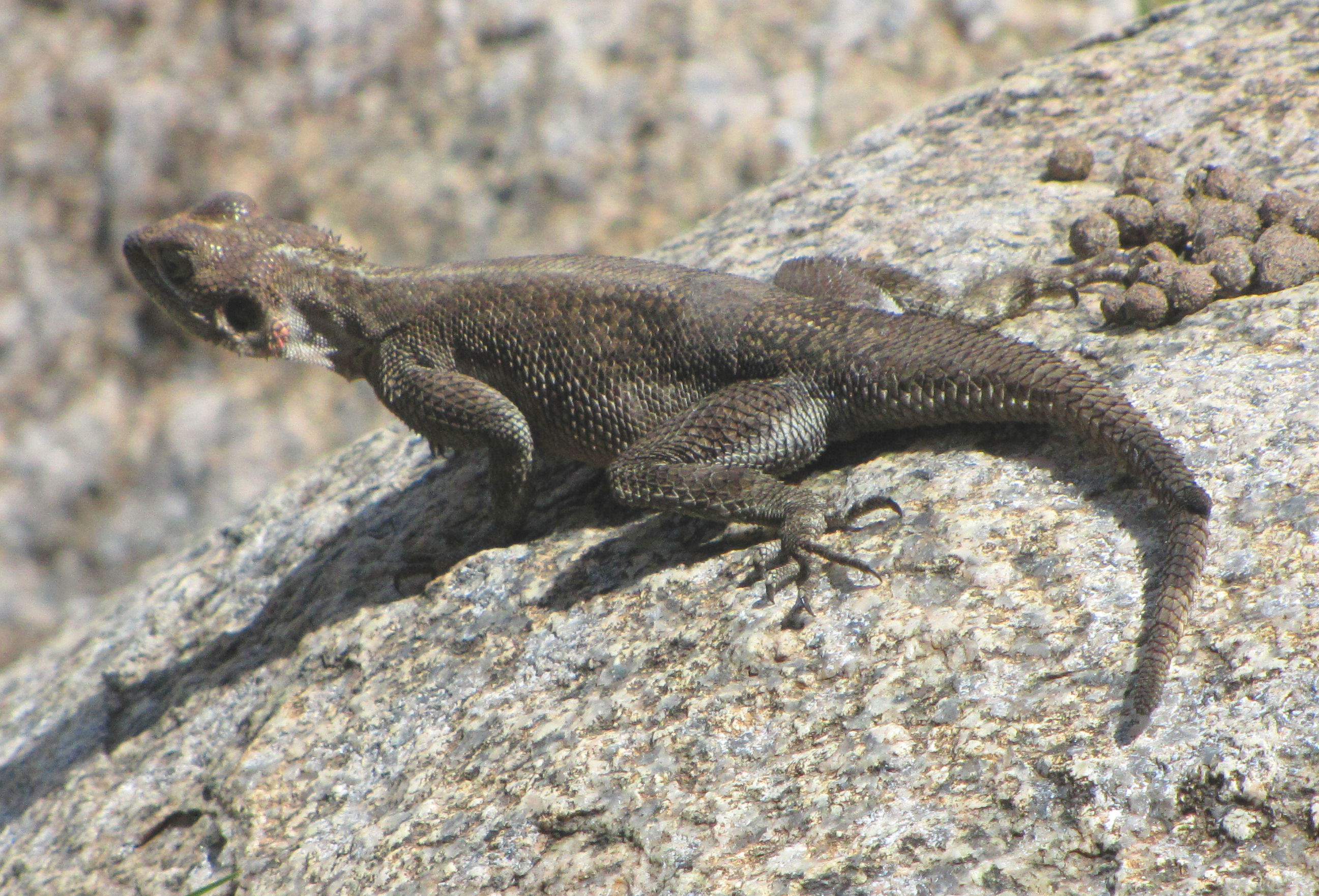
Agama mwanzae femelle

Les mâles ont le haut du corps et la tête rouge vif (parfois violet), le reste du corps étant bleu marine. Les femelles sont elles marron-brun uniformément.
Cette espèce ressemble beaucoup à un autre agame, Agama agama, mais dont la tête est plutôt orange.

## Étymologie
Cette espèce est nommée en référence au lieu de sa découverte, Mwanza.

## Publication originale
- (en) Loveridge, Notes on East African lizards collected 1920-1923 with the description of two new races of Agama lionotus Blgr., Proceedings of the Zoological Society of London, 1923, vol. 1923, p. 935-969 (texte intégral).